# Future Strike
〈Future Strike〉(퓨처 스트라이크, フューチャー・ストライク 휴차 스토라이크[*])는 일본의 성우 · 가수인 오구라 유이의 일곱 번째 싱글이다. 2016년 11월 2일에 킹레코드에서 발매됐다. 대한민국에는 2016년 11월 4일에 씨엔엘뮤직을 통해서 통상판을 디지털 싱글로 발매했다.

## 개요
본 싱글은 기간 한정탄과 통상판의 두 종류가 발매된다. 기간 한정판은 타이틀 곡 〈Future Strike〉의 뮤직 비디오 및 메이킹 영상을 수록한 DVD가 동봉된 한 세트로 이루어져 있다.
타이틀 곡은 2016년 10월부터 방송되고 있는, 오구라 유이가 주인공 중에서 하나인 린네 벨리네타 역을 맡고 있는 《마법소녀 리리컬 나노하 시리즈》의 제5기가 되는 TV 애니메이션 《ViVid Strike!》의 여는 곡이며, 오구라 유이로는 첫 오프닝 타이업곡이 됐다. 또, 싱글 타이틀 곡으로 록 악곡을 선택한 것도 데뷔곡인 〈Raise〉 발매 이래가 된다.
노래는 TV 애니메이션 《ViVid Strike!》의 스토리나 세계관을 솔직하게 담은 ‘왕도 애니메이션 음악’으로 종합 격투기를 통해서 두 소녀의 기구한 운명과 우정을 그린 애니메이션을 사실적으로 표현하며, 〈Raise〉 이상으로 공격력이 강한 록튠으로 되어 있다. 또, 자신이 출연하는 뮤직 비디오에서는 잦은 난투극을 완벽히 연기하고 있으며, PV 공개 시에는 큰 반향을 불렀다.
커플링 곡 〈winter tale〉은 곡조도 포함해서 연애 요소를 넣은 곡으로 오구라는 이를 ‘굉장히 대중적이며, 마음에 끌리는 곡’(すごくポップでキャッチーな曲)이라고 말하고 있다.

## 수록곡

### 기간 한정판
| #            | 제목                               | 작사            | 작곡          | 편곡  | 재생 시간 |
| ------------ | ---------------------------------- | --------------- | ------------- | ----- | --------- |
| 1.           | 〈Future Strike〉                  | 핫토리 유키     | 슌류          | 4:25  |           |
| 2.           | 〈winter tale〉                    | 이소가이 요시에 | 오노 타카미츠 | 4:06  |           |
| 3.           | 〈Future Strike〉 (off vocal ver.) |                 | 슌류          | 4:23  |           |
| 4.           | 〈winter tale〉 (off vocal ver.)   |                 | 오노 타카미츠 | 4:05  |           |
| 총 재생 시간 | 총 재생 시간                       | 총 재생 시간    | 총 재생 시간  | 17:00 |           |

| #  | 제목                            | 재생 시간 |
| -- | ------------------------------- | --------- |
| 1. | 〈Future Strike〉 (뮤직 비디오) |           |
| 2. | 〈Future Strike〉 (메이킹 필름) |           |

### 통상판
| #            | 제목                               | 재생 시간 |
| ------------ | ---------------------------------- | --------- |
| 1.           | 〈Future Strike〉                  | 4:25      |
| 2.           | 〈winter tale〉                    | 4:07      |
| 3.           | 〈Future Strike〉 (TV size)        | 1:32      |
| 4.           | 〈Future Strike〉 (off vocal ver.) | 4:23      |
| 5.           | 〈winter tale〉 (off vocal ver.)   | 4:05      |
| 총 재생 시간 | 총 재생 시간                       | 18:33     |

## 발매일
| 국가     | 발매일          | 포맷                    | 레이블     |
| -------- | --------------- | ----------------------- | ---------- |
| 일본     | 2016년 11월 2일 | CD+DVD, CD, 디지털 음원 | 킹레코드   |
| 대한민국 | 2016년 11월 4일 | 디지털 음원             | 씨엔엘뮤직 |

## 차트
| 차트 (2016년)                     | 최고 순위 | 비고  |
| --------------------------------- | --------- | ----- |
| 일본 오리콘 주간 CD 싱글 차트     | 10        | [ 4 ] |
| Billboard Japan Hot 100           | 14        | [ 5 ] |
| Billboard Japan Hot Animation     | 4         | [ 6 ] |
| Billboard Japan Hot Singles Sales | 10        | [ 7 ] |